# Altenberge
Altenberge là một đô thị ở huyện Steinfurt, thuộc bang Nordrhein-Westfalen, Đức. Đô thị này tọa lạc khoảng 15 km về phía đông nam của Steinfurt và 15 km về phía tây bắc của Münster.